# Marcus Allen (cestista)
Marcus Allen (Phoenix, 14 settembre 1994) è un ex cestista statunitense.